# Pi élete (film)
A Pi élete egy 2012-es amerikai-brit-kanadai-ausztrál-tajvani-indiai kalandfilm. A film az azonos című könyven alapul. A rendező Ang Lee, a forgatókönyvet David Magee írta. A főszerepekben Suraj Sharma, Irrfan Khan, Rafe Spall, Tabu, Adil Hussain láthatóak.

## Cselekmény
A történet egy „Pi” nevű indiai férfiról szól, aki elmeséli az életét, illetve azt, hogyan élt túl egy hajótörést egy bengáli tigrissel együtt a Csendes-óceánon.

## Szereplők
| Karakter                      | Színész              | Magyar hang (2012) |
| ----------------------------- | -------------------- | ------------------ |
| Pi Patel fiatalon             | Suraj Sharma         | Fehér Tibor        |
| Pi Patel felnőttkorában       | Irrfan Khan          | Schnell Ádám       |
| Pi Patel 11-12 éves korában   | Ayush Tandon         | Boldog Gábor       |
| Santosh Patel, Pi apja        | Adil Hussain         | Gáspár Sándor      |
| Gita Patel, Pi anyja          | Tabu                 | Pokorny Lia        |
| Író                           | Rafe Spall           | Nagy Ervin         |
| Szakács                       | Gérard Depardieu     | Sörös Sándor       |
| Idősebb biztosítási nyomozó   | James Saito          | Háda János         |
| Fiatalabb biztosítási nyomozó | Jun Naito            | Simonyi Balázs     |
| Katolikus pap                 | Andrea Di Stefano    | Papp Dániel        |
| Anandi                        | Shravanthi Sainath   | Gulás Fanni        |
| Mamaji                        | Elie Alouf           | Scherer Péter      |
| Tánctanár                     | Padmini Ramachandran | Halász Aranka      |
| Tanár                         | T.M. Karthik         | Simon Kornél       |
| Tanár                         | Amarendran Ramanan   | Jakab Csaba        |
| Matektanár                    | Hari Mina Bala       | Csőre Gábor        |
| Buddhista tengerész           | Bo-Chieh Wang        | Kossuth Gábor      |

## Fogadtatás
2012. szeptember 28-án mutatták be az Egyesült Államokban. 124 772 844 dollár bevételt hozott Észak-Amerikában, a világ többi pontján pedig 484 029 542 millió dollárt. Világszerte összesen 609 006 177 dollár bevételt hozott.
A film pozitív kritikákat kapott. A Rotten Tomatoes honlapján 87%-on áll,  7,92 pontot ért el a tízből. A Metacritic honlapján 79 százalékot ért el a százból.
Roger Ebert négy csillaggal jutalmazta a négyből. Főleg a 3D használatát dicsérte. Peter Travers, a Rolling Stone újságírója szintén kiemelte a 3D használatát. Betsy Sharkey, a Los Angeles Times kritikusa "műalkotásnak" nevezte.
A film 8 pontot kapott a tízből az "Ecran Large" oldalon.
A Pi élete könyv szerzője, Yann Martel is pozitívan nyilatkozott a filmről.
A New York Times, a The Village Voice és a The Guardian azonban nem voltak elragadtatva a filmtől, a The Guardian 2 csillagot adott rá az ötből.
A Time magazin kritikusa, Richard Corliss 2012 harmadik legjobb filmjének nevezte.
Az IMDb oldalán 7,9 pontot ért el, míg a Port.hu honlapján 8 ponton áll.